# I miei vicini sono simpatici
I miei vicini sono simpatici (Des enfants gâtés) è un film del 1977 diretto da Bertrand Tavernier.